# Hermann Heinrich Howaldt

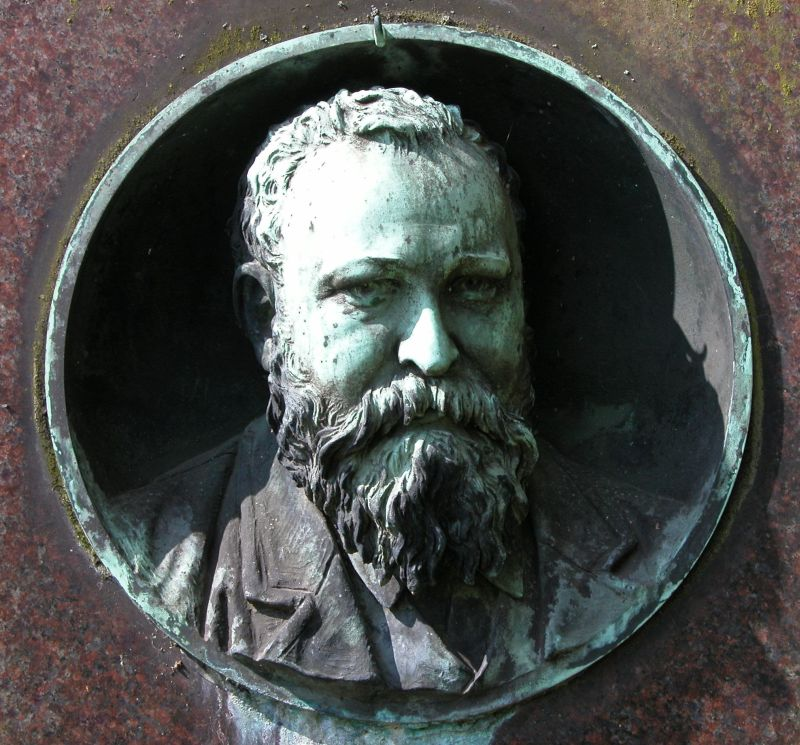
Relieve de Hermann Howaldt en su tumba en el Magnifriedhof, Braunschweig.

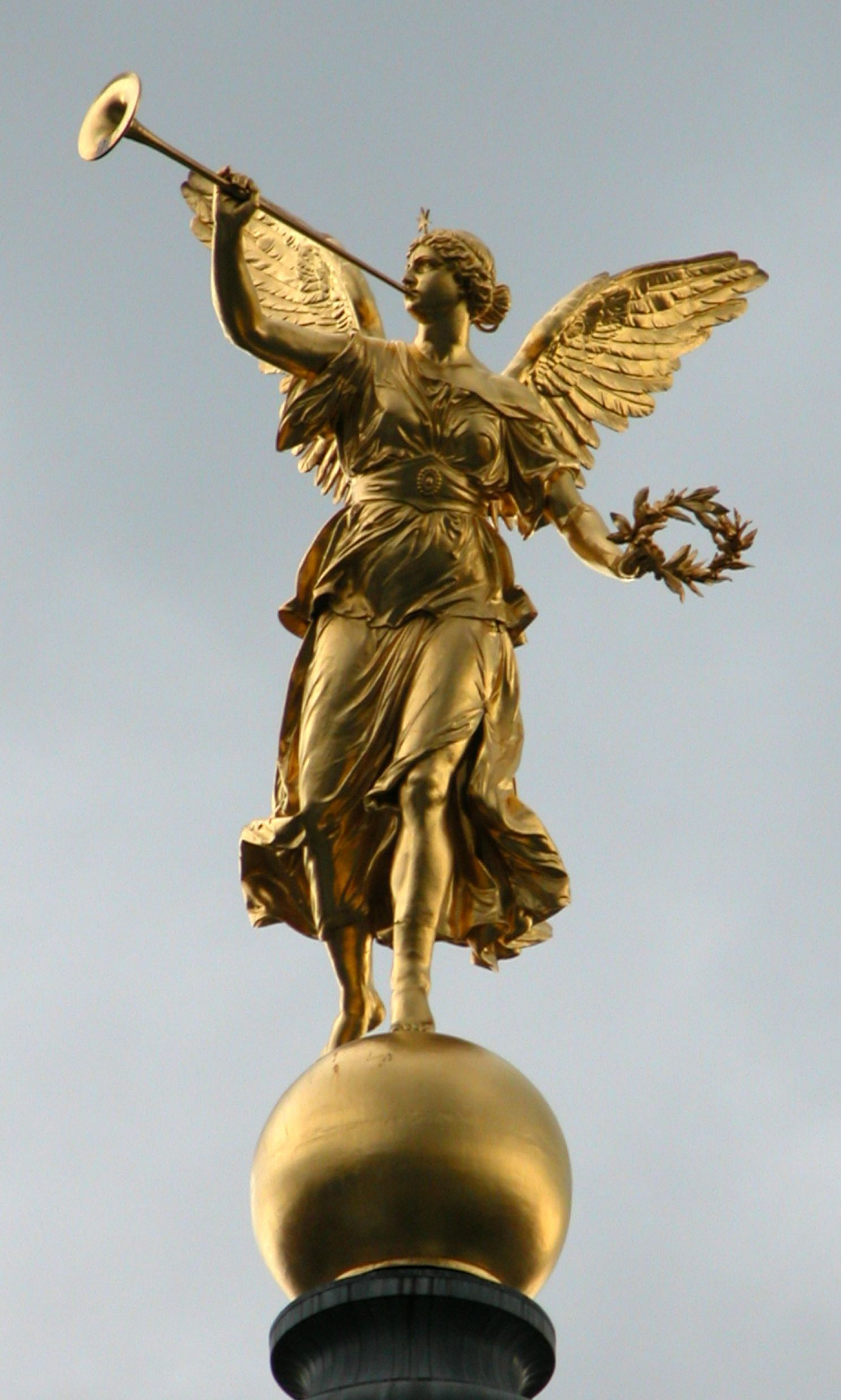
Estatua Fama sobre la cúpula de la sala de exposiciones, Academia de Bellas Artes de Dresde.

Hermann Heinrich Howaldt (Braunschweig, 5 de enero de 1841- Ibidem, 2 de diciembre de 1891) fue un fundidor de metales, escultor y orfebre repoussé alemán.

## Biografía
Era el quinto hijo del escultor, fundidor de metales y profesor Georg Ferdinand Howaldt e inició sus estudios artísticos en el taller de su padre. Cuando los terminó, el taller se convirtió en "Georg Howaldt & Hijo". Contrajo matrimonio con Helene Brust en 1872 con quien tuvo seis hijos. Después de 1880, manejaba todas las comisiones de la empresa y, tras la muerte de su padre, también operaba la fundición. Su propia muerte llegó ocho años más tarde de forma trágica. Durante la instalación de la estatua Fama en la cúpula de vidrio de la Academia de Dresde, se cayó del andamio. Sus viejos empleados se unieron al escultor Paul Rinckleben, tomaron un arrendamiento del taller, y completaron todos los trabajos en progreso.
Para 1903, la empresa pasaba por dificultades económicas. El hijo de Hermann, Ferdinand (quien había aprendido fundición de metales en la Universidad Técnica de Braunschweig), pasó a dirigir la compañía en un esfuerzo para salvarla. Sin embargo, tres años más tarde, tuvo que declarar la bancarrota.

## Proyectos destacados
- Estatua de Gauss, (1880), a partir de un diseño por Fritz Schaper, Braunschweig.
- Memorial de Johann Sebastian Bach, (1883), a partir de un diseño por Adolf von Donndorf, Eisenach.
- Grupo Atlas, en el tejado de la Estación Central de Fráncfort del Meno, (1888).
- Estatua de Germania, en el Siegesdenkmal (Monument a la Victoria) en Leipzig, a partir de un diseño por Rudolf Siemering (1888). Fue retirada en 1946. Aparentemente, una fracción del Partido Socialdemócrata sintió que tenía connotaciones nazis.